# نيكولاي أستاخوف
نيكولاي فلاديميروفيتش أستاخوف (15 نوفمبر 1921 - 4 نوفمبر 2001) (بالروسية: Николай Владимирович Астахов) هو عالم روسي في مجال الهندسة السمعية.

## مسيرته
ولد عام 1921 في تولا أوبلاست.
في عام 1939 دخل معهد هندسة الطاقة في موسكو وبدأ دراسته بكلية الهندسة الكهروميكانيكية في تخصص الآلات الكهربائية.
قاطع دراساته من يونيو 1941 إلى مايو 1945 بسبب الحرب العالمية الثانية، قاتل في الطيران في الجبهة الغربية، وجبهة البلطيق الثالثة، وجبهة ستالينغراد.
حصل على وسام النجم الأحمر، وعلى وسام الحرب الوطنية.
بعد الحرب واصل دراسته في المعهد، وتخرج منه في عام 1952.